# Repouso
É chamado de repouso em Física uma dada situação em que um objeto demonstra a mesma velocidade vetorial em relação a um referencial. Como por exemplo, um passageiro dentro de um ônibus tem um outro passageiro ao seu lado como em repouso, pois suas velocidades e espaços não estão variando entre si. Coincide que há um terceiro observador do lado de fora do ônibus. Este enxergará os dois passageiros como se estivessem em Movimento, pois suas velocidades vetoriais não são iguais.